# Belgen in het Deense voetbal
Belgen in het Deense voetbal geeft een overzicht van Belgen die een contract hebben (gehad) bij Deense voetbalclubs uit de hoogste drie divisies.

## Voetballers
| Naam              | Club            | Van  | Tot  | Opmerkingen |
| ----------------- | --------------- | ---- | ---- | ----------- |
| Maxime Annys      | Vendsyssel FF   | 2013 | 2013 |             |
| Hans Christiaens  | Brøndby IF      | 1991 | 1993 |             |
| Dion Cools        | FC Midtjylland  | 2020 | 2022 |             |
| Anthony D'Alberto | Aarhus GF       | 2021 | 2023 |             |
| Steve De Ridder   | FC Kopenhagen   | 2014 | 2015 |             |
| Salou Ibrahim     | Vejle BK        | 2009 | 2010 |             |
| Thomas Kaminski   | FC Kopenhagen   | 2015 | 2016 |             |
| Robin Lauwers     | Fremad Amager   | 2021 | 2021 |             |
| Ryan Mmaee        | Aarhus GF       | 2018 | 2019 |             |
| Ismael Moussa     | Jammerbugt FC   | 2022 | 2022 |             |
| Floribert Ngalula | Randers FC      | 2007 | 2008 |             |
| Gill Swerts       | SønderjyskE     | 2012 | 2013 |             |
| Bram Verbist      | Brøndby IF      | 2014 | 2014 |             |
| Igor Vetokele     | FC Kopenhagen   | 2012 | 2014 |             |
| Matthias Verreth  | Kolding IF      | 2021 | 2021 |             |
| Jonathan Vervoort | FC Nordsjælland | 2015 | 2016 |             |

## Overige functies
| Naam                 | Club           | Van  | Tot   | Opmerkingen                 |
| -------------------- | -------------- | ---- | ----- | --------------------------- |
| Ariël Jacobs         | FC Kopenhagen  | 2012 | 2013  | hoofdtrainer                |
| Dries Van Meirhaeghe | FC Midtjylland | 2021 | heden | individuele trainer U17-U19 |